# Šentpetrska vojašnica, Ljubljana
Šentpetrska vojašnica (tudi Šempetrska kasarna) je bila vojašnica v Ljubljani, ki se nahaja na Vrazovem trgu. Ime je dobila po bližnji cerkvi svetega Petra.

## Zgodovina
Zaradi vse večjih potreb o nastanitvi vojakov v Ljubljani so mestni veljaki namenili zgradbo starega kužnega lazareta za novo vojašnico. Zgradbo so povišali za še eno nadstropje ter prizidali še nove objekte. Gradnja se je končala leta 1754 in istega leta so se v stavbo naselili grenadirji. Za potrebe hitrejše povezave z mestom so leta 1776 pri vojašnici zgradili še leseni Zakasarniški most. V vojašnici je bil garniziran tudi 17. pehotni polk.
Vojašnica je delovala vse do konca druge svetovne vojne, ko je bil celoten kompleks predan v zdravniške namene; od leta 1938 je v delu kompleksa deloval Banovinski inštitut za raziskovanje in zdravljenje novotvorb. Tako so od leta 1945 tu nahaja Medicinska fakulteta v Ljubljani. 